# Adetus praeustus
Adetus praeustus es una especie de escarabajo del género Adetus, familia Cerambycidae. Fue descrita científicamente por Thomson en 1868.
Habita en Bolivia y Brasil. Los machos y las hembras miden aproximadamente 6-10 mm. El período de vuelo de esta especie ocurre en el mes de febrero.